# Mark Randall
Mark Leonard Randall (Milton Keynes, 1989. szeptember 28. –) angol labdarúgó, jelenleg az angol élvonalbeli Arsenal játékosa de eligazolt és már az észak-ír Larne FC játékosa

## Statisztika
Utolsó frissítés: 2008. augusztus 13.
| Csapat               | Szezon  | Bajnokság | Bajnokság | Bajnokság | Kupa  | Kupa | Kupa  | UEFA  | UEFA | UEFA  | Összesen | Összesen | Összesen |
| Csapat               | Szezon  | Meccs     | Gól       | Passz     | Meccs | Gól  | Passz | Meccs | Gól  | Passz | Meccs    | Gól      | Passz    |
| -------------------- | ------- | --------- | --------- | --------- | ----- | ---- | ----- | ----- | ---- | ----- | -------- | -------- | -------- |
| Arsenal              | 2006-07 | 0         | 0         | 0         | 2     | 0    | 0     | 0     | 0    | 0     | 2        | 0        | 0        |
| Arsenal              | 2007-08 | 1         | 0         | 0         | 2     | 0    | 0     | 0     | 0    | 0     | 3        | 0        | 0        |
| Burnley (kölcsönben) | 2007-08 | 10        | 0         | 0         | 0     | 0    | 0     | 0     | 0    | 0     | 10       | 0        | 0        |
| Arsenal              | 2008-09 | 0         | 0         | 0         | 2     | 0    | 1     | 1     | 0    | 0     | 3        | 0        | 1        |

## Külső hivatkozások
- Mark Randall pályafutásának statisztikái a Soccerbase oldalon (angolul)

- Profilja az Arsenal.com-on